# 桂蓬
桂蓬（1905年—1986年），男，江西九江人，中华人民共和国政治人物，曾任安徽省人民委员会副省长，中共安徽省纪委副书记，安徽省政协副主席。